# Afzelia
Afzelia é um género botânico pertencente à família Fabaceae.
São  árvores nativas de zonas tropicais de África e Ásia. É composto por 42 espécies descritas e desta apenas 12 aceites.

## Taxonomia
O género foi descrito por  James Edward Smith e publicado em Transactions of the Linnean Society of London 4: 221. 1798.

## Sinonímia
Trata-se de um género reconhecido pelo sistema de classificação filogenética Angiosperm Phylogeny Website. Neste sistema este género possui os seguintes sinónimos:
- Afrafzelia Pierre = Afzelia Sm.
- Pahudia Miq. = Afzelia Sm.

## Espécies
- Afzelia africana Pers.
- Afzelia bella Harms
- Afzelia bipindensis Harms
- Afzelia bracteata Benth.
- Afzelia javanica (Miq.) J.Leonard
- Afzelia martabanica (Prain) J.Leonard
- Afzelia pachyloba Harms
- Afzelia parviflora (Vahl) Hepper
- Afzelia peturei De Wild.
- Afzelia quanzensis Welw.
- Afzelia rhomboidea (Blanco) S.Vidal
- Afzelia xylocarpa (Kurz) Craib